# Рязанцы (Сергиево-Посадский район)
Ряза́нцы — деревня в Сергиево-Посадском районе Московской области России, входит в состав сельского поселения Лозовское.

## Население
| 1859 | 1890 | 1899 | 1926 | 2002 | 2006 | 2010 |
| ---- | ---- | ---- | ---- | ---- | ---- | ---- |
| 137  | ↗150 | →150 | ↘147 | ↘16  | →16  | ↘7   |

## География и инфраструктура
Деревня Рязанцы расположена на севере Московской области, в южной части Сергиево-Посадского района, в 61 км от центра Москвы и 8 км к югу от железнодорожной станции Сергиев Посад, по обе стороны Московского (Старого Ярославского) шоссе. В 1 км юго-восточнее деревни проходит Ярославское шоссе М8, в 5 км северо-западнее — линия Ярославского направления Московской железной дороги. Ближайшие населённые пункты — деревни Варавино и Морозово.
Из-за особенностей рельефа и гидрогеологических условий (деревня стоит на водоразделе рек Пажи и Торгоши, разрез сложен проницаемыми суглинкам без регионального водоупора) грунтовые воды располагаются на глубине около 20 м. Ручная копка колодцев на такую глубину затруднительна и для водоснабжения применяются глубокие скважины и водоёмы-копани.
Своя инфраструктура практически отсутствует, есть магазин и городской телефон. Через дорогу, по левую сторону Московского шоссе, располагается коттеджный посёлок «Рязанцы». Через посёлок и деревню протекает ручей Подмаш.

## История

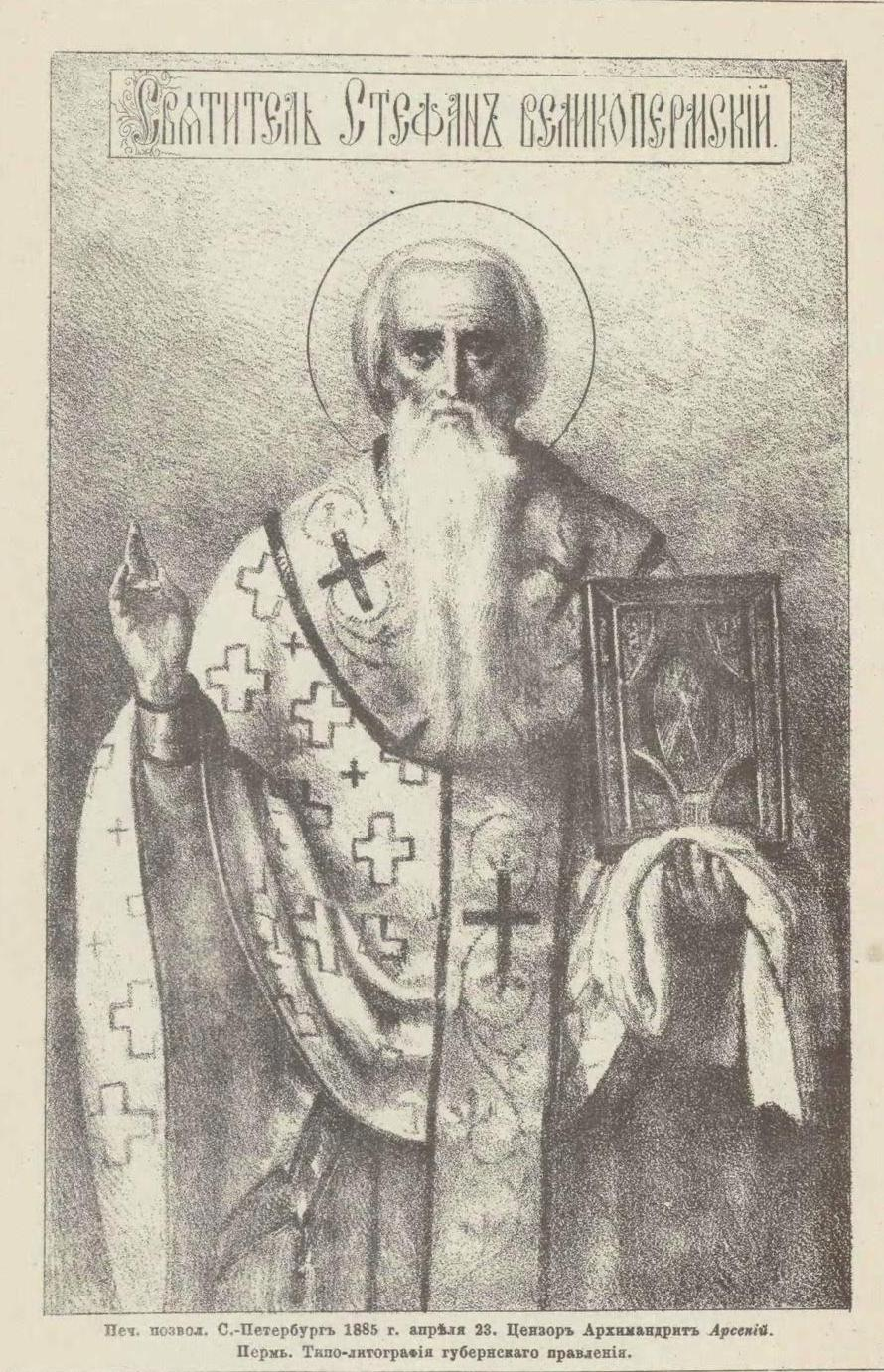
Стефан Пермский

### Средние века
Село впервые упомянуто в числе сёл Троицко-Сергиева монастыря за 1481 год. Следующее упоминание было сделано в писцовой книге 1573 года, как «сельцо, что была пустошь Резанцево».
Согласно межевой грамоте 1542—1543 годов «на полпути между городком Радонежем и деревней Резанцовой и в одном километре на северо-запад от современного Ярославского шоссе, через верховье ручья Подмаш, по землям деревни Морозово, проходила Старая Переславская дорога».
В второй половине 1540-х годов Переяславская (Троицкая) дорога проходила уже через саму деревню. В середине сентября 1548 года царица Анастасия отправилась в пеший молебен в Троице-Сергиев монастырь. При подходе к Резанцову царице было явление Пресвятой и Живоначальной Троицы. Царь Иван IV Грозный приказал установить в этом месте большой деревянный крест, упомянутый в писцовой и межевой книге 1580-х годов.

### Новое время
На въезде в деревню, на месте предполагаемой «духовной встречи» в 1390 году святых Стефана Пермского и Сергия Радонежского во второй половине XVIII века была возведена каменная шатровая часовня на четырёх опорах. Разрушена в 1935 году, на 1996 году на её месте установлен памятный деревянный крест.

Деревня Рязанцы на карте Шуберта 1860 года. д. Ильяшово (исчезла) 2. Часовня «Крест» на Троицкой Поклонной горе (разрушена в 1935), 3. Господский дом сельца Кутузово 4. Сельцо Кутузово (не существует с 1939 года) 5. д. Рязанцы (Резанцево)

В жалованной грамоте царицы Елизаветы Петровны упоминалось: «Троицко-Сергиевой лавре на все приписные монастыри и отчины, 1752, июня 11-го дня. В Московском Уезде, в стану Радонежи и Бели близ Троицкой Сергиевой Лавры, село Городок… к тому селу деревни: деревня Резанова на Суходоле, а по прежней ревизии деревня Резанцы». В XIX веке деревня Рязанцы входила в округу села Городок (Радонеж).
В «Списке населённых мест» 1862 года Рязанцы — казённая деревня 1-го стана Дмитровского уезда Московской губернии на Московско-Ярославском шоссе, в 42 верстах от уездного города и 9 верстах от становой квартиры, при прудах, с 20 дворами и 137 жителями (67 мужчин, 70 женщин).
По данным на 1890 год — деревня Морозовской волости 1-го стана Дмитровского уезда с 150 жителями.
В 1913 году — 25 дворов и квартира урядника.

### Новейшее время
В 1917 году деревня вошла в состав Рязанцевского сельсовета Сергиевской волости Дмитровского уезда Московской губернии.
По материалам Всесоюзной переписи населения 1926 года — центр Рязанцевского сельсовета Сергиевской волости Сергиевского уезда Московской губернии на Ярославском шоссе и 9,6 км от станции Хотьково Северной железной дороги; проживало 147 жителей (73 мужчины, 74 женщины), насчитывалось 31 крестьянское хозяйство.
С 1929 года — населённый пункт Московской области в составе:
- Воздвиженского сельсовета Сергиевского района (1929—1930)[28],
- Воздвиженского сельсовета Загорского района (1930—1963, 1965—1991)[29][30][31],
- Воздвиженского сельсовета Мытищинского укрупнённого сельского района (1963—1965)[30],
- Воздвиженского сельсовета Сергиево-Посадского района (1991—1994)[31],
- Воздвиженского сельского округа Сергиево-Посадского района (1994—2006)[32],
- сельского поселения Лозовское Сергиево-Посадского района (2006 — н. в.)[33][34].

## Эволюция названий деревни
На старых картах деревня имеет несколько названий:
- «Резанцова» — на географической карте Московской провинции 1774 года Пётра Абросимовича Горихвостова[35];
- «Резанцово» — на специальной карте Западной России 1826 года Фёдора Фёдоровича Шуберта[36];
- «Резанцова» — на специальной карте Европейской России 1871 года Ивана Афанасьевича Стрельбицкого[37];
- «Рязанцы» — на карте лечебных, ветеринарных, страховых и агрономических пунктов 1916 года[38]. Так деревня называется и по сей день.

В списке Карла Михайловича Нистрема (1852) и позже — «Рязанцы», хотя на карте Стрельбицкого стоит прежнее название. Форма множественного числа стала выполнять функцию прежнего суффикса (как, например, Бартеньки — Бартеньево). Переосмысление произошло под влиянием названия жителей города Рязани — «рязанцы». Так Резанцево превратилось в Рязанцы.

## Достопримечательности и памятные места

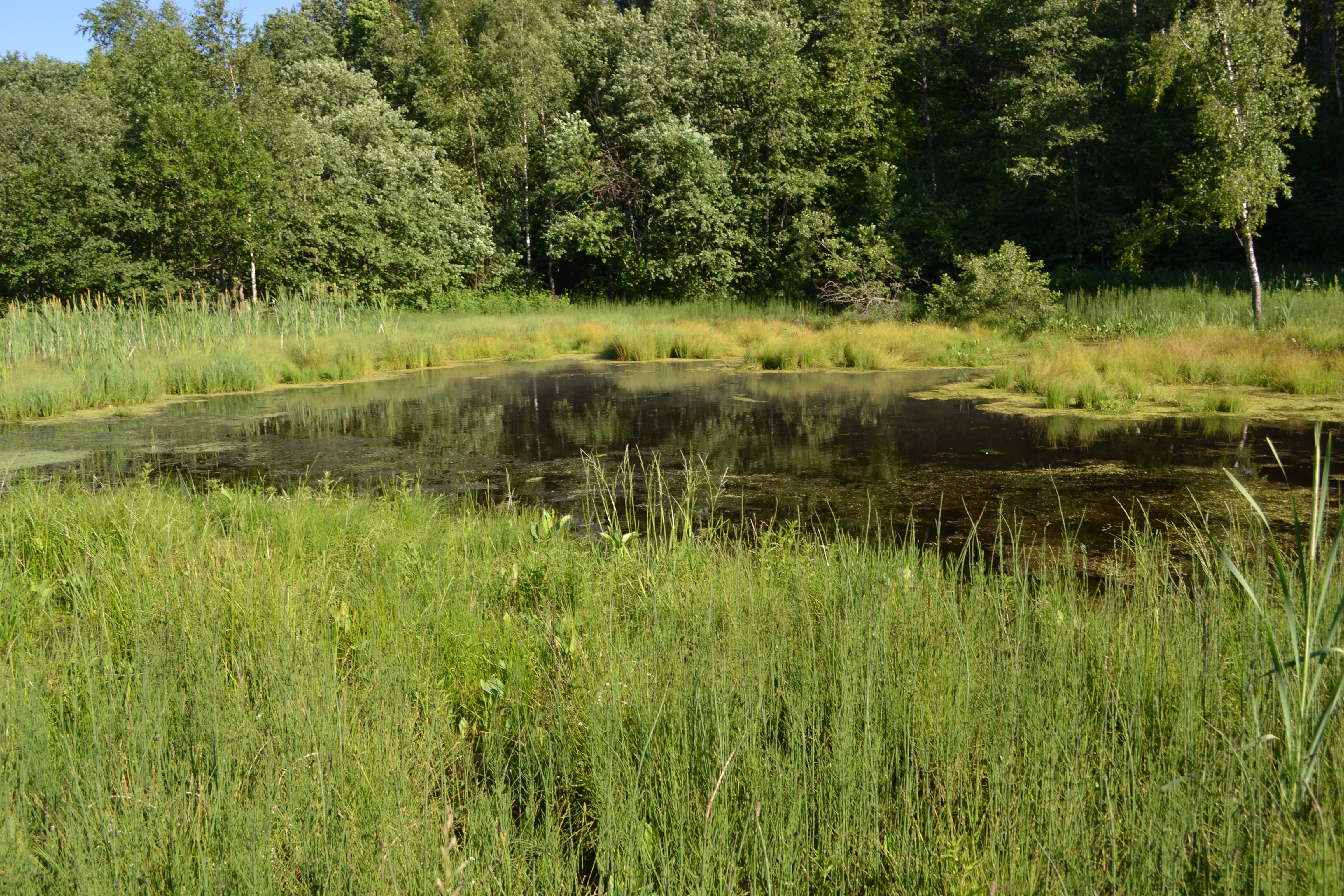
Урочище Белухинское

- Часовня «Крест» (у Троицкой Поклонной горы)[19][40] — разрушена в 1935 году.
- Училище для мальчиков[41] работы Александра Афанасьевича Латкова(1898 г.), штатного архитектора Троице-Сергиевой Лавры — в запустении.
- Cельцо Кутузово (Степаньково) «селище Рязанцы-5»[42] — исчезло в 1939 году, в XVIII веке принадлежало Дарье Алексеевне Тихменёвой[43] (3-я четв. XVIII в. — 3.11.1817), внучке гоф-интенданта Петра I — Петра Ивановича Машкова.
- Деревня Ильяшово — появилась и исчезло на рубеже XIX и XX веков (см. карты).
- Урочище Белухинское — место археологических раскопок[44].
- Полигон Российского государственного геологоразведочного университета (МГРИ-РГГРУ)[45].
- На территории полигона МГРИ-РГГРУ находится объект культурного наследия «Рязанцы-2»[46].